# Drie-in-de-pan

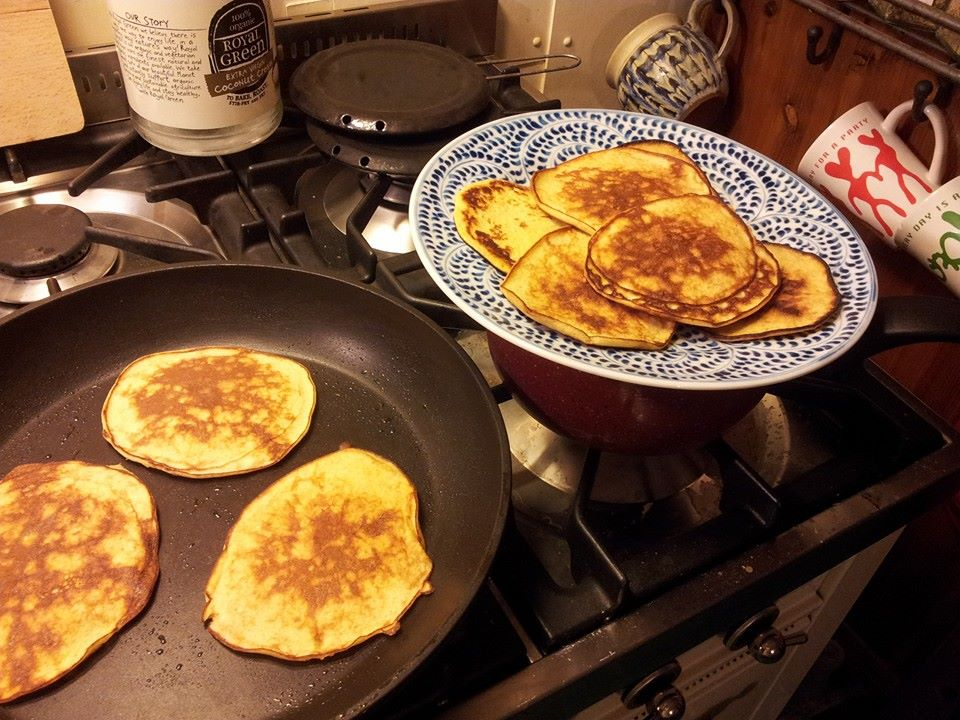
drie-in-de-pan

Drie-in-de-pan zijn drie pannenkoekjes die tegelijk in een pan gemaakt worden. Vergeleken met ‘gewone’ pannenkoeken zijn ze kleiner en dikker.
Dit gerecht geldt als een traditioneel Nederlands gerecht. Van oudsher worden deze pannenkoekjes van gistbeslag gemaakt. Dit beslag moet enige tijd rijzen op een warme plaats en dat maakt het gerecht tijdrovend.
Later is men het gerecht met bloem en bakpoeder gaan bereiden of met zelfrijzend bakmeel, maar volgens sommige liefhebbers zou de kwaliteit hiervan minder zijn.
Drie-in-de-pan koeken zijn vaak gevuld met rozijnen, maar er bestaan varianten met boekweitmeel, karnemelk, appel en/of kaneel.
Het beslag van drie-in-de-pan lijkt sterk op dat van smoutebollen. In Zeeland heten deze als het ware platgeslagen varianten van oliebollen smouters.